# Candói
Candói là một đô thị thuộc bang Paraná, Brasil. Đô thị này có diện tích 1512,768 km², dân số năm 2007 là 16090 người, mật độ 10,1 người/km².